# Kulturně-historický typ
Kulturně-historický typ (rusky культурно-исторический тип) je teoretický koncept, který byl důkladně 
rozpracován Nikolajem Jakovlevičem Danilevským v jeho knize Rusko a Evropa (1871).

## Charakteristika
Pojem kulturně-historického typu hraje v Danilevského filozofii dějin ústřední roli. Tento pojem lze nahradit dnes frekventovanějším a patrně i srozumitelnějším termínem civilizace; někdy se také užívá označení civilizace lokální či diskrétní. Podle Danilevského je běžné pojetí dějin neadekvátní. Dosavadní historiografie chápe dějiny jako jednotný celek, ačkoli fakta tomu odporují. Neexistuje a ani nemůže existovat civilizace, která by byla společná všem lidem. Jednotné světové dějiny jsou fikce, založená na aplikaci periodizace a problematiky ryze evropských dějin na dějiny celého světa. Existují jen kulturně-historické typy civilizací.
Danilevskij vyčleňuje následující typy:
1. egyptský;
2. čínský;
3. asyrsko-babylonsko-fénický, chaldejský neboli starosemitský;
4. indický;
5. íránský;
6. židovský;
7. řecký;
8. římský;
9. novosemitský neboli arabský;
10. germánsko-románský neboli evropský.

Světové dějiny jsou souhrnem dílčích dějin jednotlivých kulturních typů. Teorie kulturně-historických typů má být tedy cestou, jak zdokonalit vědeckou metodologii v oblasti historie a posunout celou vědu o řád výš. Danilevskij předpokládá, že v dnešní době přišel čas k rozvoji nového kulturně-historického typu, a to typu slovanského.

## Význam
Teorie kulturně-historických typů se stala samostatným přístupem ve filozofii dějin a začala žít vlastním životem bez ohledu na své původní zakladatele a stoupence. Své pokračování našla i na Západě, konkrétně v práci O. Spenglera Zánik západu. Danilevského myšlenky do určité míry předstihly také filozoficko-historickou koncepci Arnolda Toynbeeho.